# Mauzac-et-Grand-Castang
Mauzac-et-Grand-Castang – miejscowość i gmina we Francji, w regionie Nowa Akwitania, w departamencie Dordogne.
Według danych na rok 1990 gminę zamieszkiwało 958 osób, a gęstość zaludnienia wynosiła 60 osób/km² (wśród 2290 gmin Akwitanii Mauzac-et-Grand-Castang plasuje się na 446. miejscu pod względem liczby ludności, natomiast pod względem powierzchni na miejscu 704.).